# Unagi-Pai

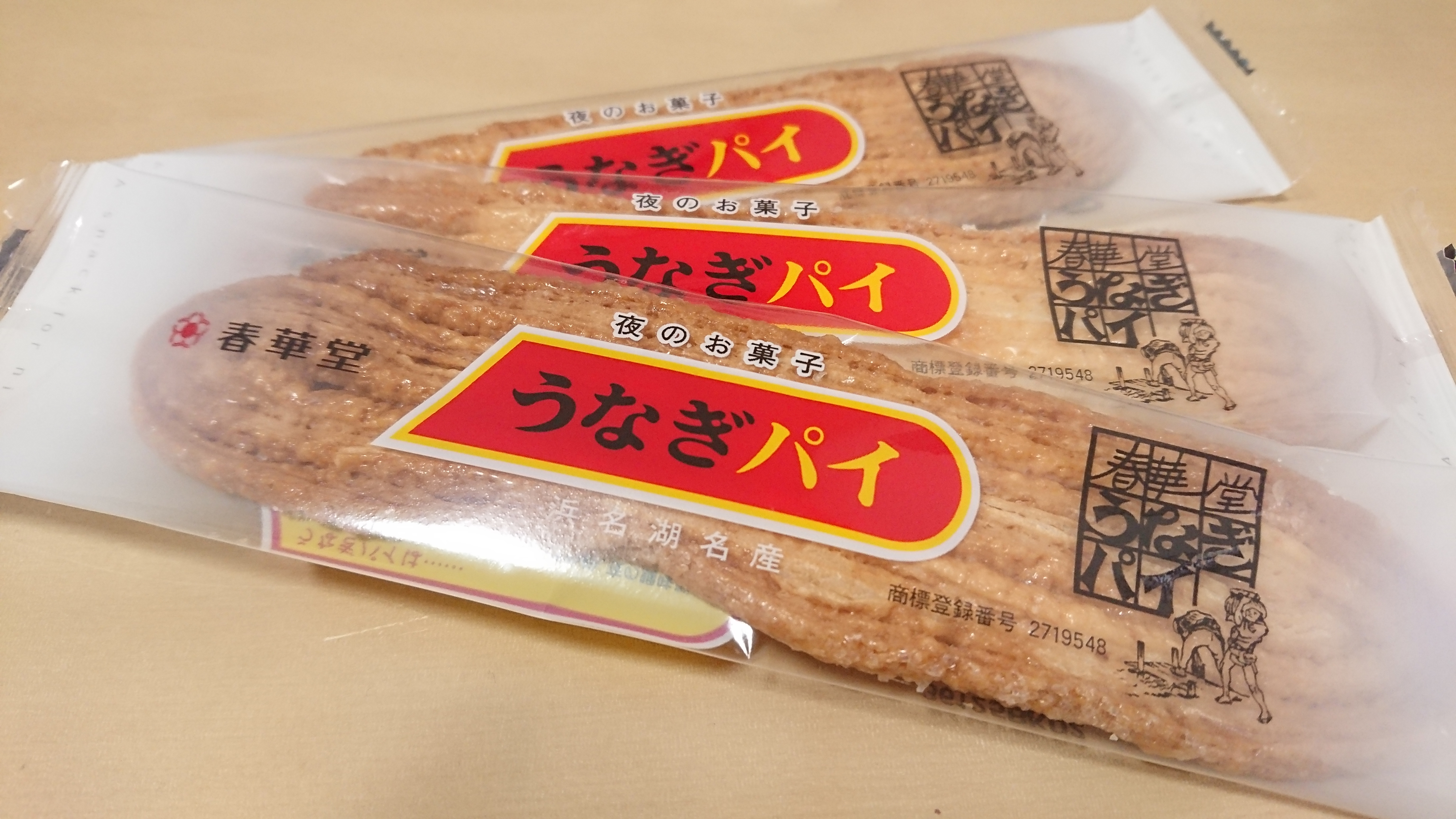
Unagi-Pai

Unagi-Pai (japanisch うなぎパイ, von うなぎ unagi „Aal“ und englisch pie, daher im Englischen auch als Eel Pie oder Unagi Pie bezeichnet) ist ein süßes japanisches Gebäck aus Blätterteig, das seit 1961 in der Präfektur Shizuoka hergestellt und verkauft wird. Es enthält Aalpulver, hat allerdings keinen Aal-Geschmack. Im Jahr 1966 wurden bereits 10 Millionen Stück verkauft. Aufgrund der populären Vorstellung, dass Aal die männliche Libido verstärke, werden Unagi-Pai auch „Nachtkekse“ genannt. Sie enthalten außerdem Knoblauch, dem dasselbe nachgesagt wird.